# 安德烈·普连科维奇
安德烈·普连科維奇（發音：[ǎndreːj plěːŋkoʋitɕ] ⓘ；1970年4月8日—）是克羅埃西亞的一位政治家，自2016年10月19日開始擔任第12屆克羅埃西亞總理。他從2016年開始擔任克羅埃西亞民主聯盟的主席，之前他是克羅埃西亞選出的歐洲議會議員之一 。2011年，他首次當選克羅埃西亞國會議員。

## 外部連結
- Andrej Plenković （页面存档备份，存于） Personal website
- MEP Andrej Plenković （页面存档备份，存于） Profile at European Parliament website
- You Tube Channel （页面存档备份，存于） Personal You Tube Channel
- Twitter account （页面存档备份，存于） "Personal Twitter account"